# 파운데이션의 끝
파운데이션의 끝(Foundation's Edge)은 아이작 아시모프의 파운데이션 시리즈의 4번째 책이다. 이 책은 아시모프의 팬들이 더 많은 파운데이션 시리즈를 쓰도록 압박하여, 파운데이션 삼부작을 쓴 30년 이후 쓰게 되었다. 또한, 이 책은 아시모프가 44년 동안 집필한 262권의 책 중 첫 번째로 뉴욕 타임즈 베스트셀러 목록에 올랐으며, 1982년에 네뷸러상, 1983년에 로커스상과 휴고상의 최우수 소설상을 받았다.